# 大阪樟蔭女子大学短期大学部
大阪樟蔭女子大学短期大学部（おおさかしょういんじょしだいがくたんきだいがくぶ、英語: Osaka Shoin Women's Junior College）は、奈良県香芝市関屋958に本部を置いていた日本の私立大学である。1987年に設置され、2015年に廃止された。大学の略称は樟短。本稿では、旧来の樟蔭女子短期大学（しょういんじょしたんきだいがく）を含めて説明する。

## 概観

### 大学全体
- 奈良県香芝市に所在した日本の私立短期大学で、設置主体は学校法人樟蔭学園。
- 1987年に樟蔭女子短期大学として設置され、当初は3学科で入学総定員300名。1991年度より4学科体制となるも、2001年度入学生より大々的に学科数と入学総定員が減少に転じ、最終的には1学科体制と規模が縮小化されていた。

### 教育および研究
- 大阪樟蔭女子大学短期大学部には、現在キャリアデザイン学科が設置されていた。かつては、日本文化史・日本文学・英米語の各学科も設置されていた。

### 学風および特色
- 大阪樟蔭女子大学短期大学部は、元々大阪樟蔭女子大学の姉妹校として大阪府との境界に程近い奈良県香芝市に設置された短大であった。
- 大学関屋キャンパス内にあった。
- ニュージーランドやヨーロッパでの海外研修が実施されていた。

## 沿革
- 1986年
  - 12月23日 左記を以て文部省[注 1]より短期大学の設置が認可される[1]。
- 1987年
  - 4月1日 樟蔭女子短期大学が以下の学科体制にて開学し、五十嵐淳が初代学長に就任。 
    - 日本文化史科 入学定員50名
    - 日本文学科 入学定員100名
    - 英米語科 入学定員150名

  - 5月1日 学生数[2]/定員
    - 日本文化史科 84[注釈 3]/50　
    - 日本文学科 157[注釈 3]/100
    - 英米語科 22[注釈 3]/150
- 1988年
  - 5月1日 学生数 [3]/定員
    - 日本文化史科 164[注釈 3]/100
    - 日本文学科 308[注釈 3]/200
    - 英米語科 428[注釈 3]/300
- 1991年
  - 4月1日 学科の入学定員を以下の通り変更する[注 2]。
    - 日本文化史科 50→80
    - 日本文学科 100→140
    - 英米語科 150→200

  - 同 以下の学科を新設する。
    - 人間関係科 入学定員100名

  - 5月1日 学生数[7]/定員
    - 日本文化史科 167[注釈 3]/130
    - 日本文学科 306[注釈 3]/240
    - 英米語科 452[注釈 3]/350
    - 人間関係科 100[注釈 3]/100
- 1992年
  - 5月1日 学生数[8]/定員
    - 日本文化史科 192[注釈 3]/160
    - 日本文学科 351[注釈 3]/280
    - 英米語科 511[注釈 3]/400
    - 人間関係科 318[注釈 3]/200
- 1993年 井上秀雄が2代目学長に就任。
- 1999年 松尾壽が3代目学長に就任。
  - 5月1日 学生数[9]
    - 日本文化史科 150[注釈 3]/160
    - 日本文学科 189[注釈 3]/280
    - 英米語科 308[注釈 3]/400
    - 人間関係科 376[注釈 3]/200
- 2000年
  - 4月1日 この年度をもって以下の学科の学生募集を終了とする[注 4]
    - 日本文化史科
    - 日本文学科
    - 英米語科
- 2001年
  - 4月1日 大阪樟蔭女子大学短期大学部と改称[10]。森眞太郎が4代目学長に就任。
- 2003年
  - 3月31日 左記を以て以下の学科を正式に廃止する[11]。
    - 日本文化史科
    - 日本文学科
    - 英米語科
- 2006年 森田洋司が5代目学長に就任。
- 2009年
  - 4月1日 この年度の入学生より人間関係科をキャリアデザイン学科に改組し、入学定員100→40に減員[12]。
- 2010年 徳永正直が6代目学長に就任。
- 2011年
  - 3月31日 左記を以て旧来の人間関係科を正式に廃止する[13]。
  - 4月1日 この年度で短期大学自体の学生募集が最終となる[注 6]。
- 2015年 正式に廃止[15]。

## 基礎データ

### 所在地
- 奈良県香芝市関屋958[注釈 1]

### かつての交通アクセス
- 近鉄大阪線関屋駅[16]。

### 象徴
- 大阪樟蔭女子大学短期大学部のカレッジマークは中学 - 大学と同様、楠をイメージしたものとなっていた[16]。
- 校章は菊水がモチーフになっていた。姉妹校と間違えられる樟蔭東との違いは、樟蔭の校章は菊の花びらが白く着色されていない。

## 教育および研究

### 組織

#### 学科
- キャリアデザイン学科 入学定員40名[注 7]

##### 過去にあった学科
- 人間関係科 入学定員100名[注 8]
- 日本文化史科 入学定員80[注釈 4]
- 日本文学科 入学定員140[注釈 4]
- 英米語科 入学定員200[注釈 4]

#### 専攻科
- なし

#### 別科
- なし

##### 取得資格について
- 特に設けられていない。

### 研究
- 樟蔭女子短期大学学会 編『文化研究 : 樟蔭女子短期大学紀要』[19]ほか。

## 学生生活

### 部活動・クラブ活動・サークル活動
- 大阪樟蔭女子大学短期大学部のクラブ活動[16]
  - 体育系：テニス・ゴルフ・スキー・卓球・ダンスほか
  - 文化系：ESS・ボランティア･｢茶華道｣（茶道・華道）・箏曲・アンサンブル・陶芸ほか

### 学園祭
- 大阪樟蔭女子大学短期大学部の学園祭は「若樟祭」と呼ばれ、ほぼ毎年10月に行われていた。催しの一つに｢プリンセスコンテスト｣があった[16]。

## 大学関係者と組織

### 大学関係者一覧
- 井上秀雄：元本短大学長

#### 出身者
- 松嶋尚美：元オセロ

## 施設

### キャンパス
- かつては、樟蔭女子短期大学として独自のキャンパスを抱えていたが、大阪樟蔭女子大学関屋キャンパスが設置されてからは、完全に大学と共同となっていた。

## 対外関係

### 地方自治体との協定
- 香芝市との地域交流を結んでいた[16]。

### 他大学との協定

#### アメリカ
- ケント大学

#### ニュージーランド
- オークランド大学

### 系列校
- 大阪樟蔭女子大学
- 樟蔭中学校・高等学校

## 卒業後の進路について

### 編入学･進学実績
- 系列の大阪樟蔭女子大学以外では、以下の実績があった[16]。
  - 人間関係科：追手門学院大学ほか
  - 日本文化史科：
  - 日本文学科：愛知大学ほか
  - 英米語科：関西大学・大阪大谷大学ほか